# Bùi Hoàng Việt Anh
Bùi Hoàng Việt Anh (sinh ngày 1 tháng 1 năm 1999) là một cầu thủ bóng đá chuyên nghiệp người Việt Nam hiện đang thi đấu ở vị trí trung vệ cho câu lạc bộ V.League 1 Công an Hà Nội và đội tuyển bóng đá quốc gia Việt Nam.

## Đầu đời
Bùi Hoàng Việt Anh sinh ngày 1 tháng 1 năm 1999 tại huyện Đông Hưng, Thái Bình, Việt Nam.

## Sự nghiệp câu lạc bộ

### Hồng Lĩnh Hà Tĩnh
Bùi Hoàng Việt Anh cùng Hồng Lĩnh Hà Tĩnh vô địch Giải Hạng Nhất Quốc gia 2019, thăng hạng lên chơi tại V.League 2020.

### Hà Nội
Ở V. League 1 2020, Bùi Hoàng Việt Anh đã trở thành một trung vệ đáng tin cậy tại Hà Nội khi thi đấu thay vị trí của Đỗ Duy Mạnh và Trần Đình Trọng đều vì chấn thương.

### Công an Hà Nội
Hè năm 2023, Bùi Hoàng Việt Anh chia tay Hà Nội để chuyển tới đương kim vô địch V.League là câu lạc bộ Công an Hà Nội.

## Sự nghiệp quốc tế

### Cấp độ trẻ
Việt Anh cũng được HLV Park Hang-seo triệu tập lên đội tuyển U-23 Việt Nam dự Vòng chung kết U-23 châu Á 2020. Giữa tháng 8 năm 2020, anh là 1 trong 36 cái tên được HLV Park Hang-seo đề xuất triệu tập ở đội tuyển Việt Nam nhưng cuối cùng đợt tập trung tạm hoãn vì dịch COVID-19.

### Đội tuyển quốc gia
Với tình hình nhân sự không thuận lợi của đội tuyển Việt Nam tại Vòng loại thứ 3 World Cup 2022 khu vực châu Á, Bùi Hoàng Việt Anh đã được huấn luyện viên Park Hang-seo triệu tập gấp lên tuyển để chuẩn bị cho trận đấu với Úc trên sân nhà Mỹ Đình ngày 7 tháng 9 năm 2021, trận đấu đội tuyển Việt Nam để thua 0-1.
Ngày 1 tháng 2 năm 2022, Việt Anh có trận đấu ra mắt đội tuyển quốc gia Việt Nam khi vào sân thay Trần Đình Trọng ở đầu hiệp 2 trận đấu gặp đội tuyển Trung Quốc trên sân vận động Quốc gia Mỹ Đình, trận đấu mà đội tuyển Việt Nam giành chiến thắng 3–1.

## Phong cách thi đấu
Với chiều cao vượt trội so với những trung vệ nội, Việt Anh không ngại đối đầu với những ngoại binh cao to của đối thủ. Nhờ khả năng quan sát và bọc lót tốt, lối chơi không ngại va chạm nên Việt Anh là chốt chặn an toàn bên phía Hà Nội.
Ngoài kỹ năng phòng ngự, đặc biệt là trong việc theo kèm các ngoại binh, Việt Anh còn được biết đến là một “tiền đạo” khá mắn bàn thắng.
Việt Anh trở thành ứng cử viên nặng ký cho vị trí chính thức ở hàng thủ. Anh rất đa năng khi ngoài đá trung vệ, anh còn có thể sắm vai một cầu thủ chạy cánh.

## Thống kê sự nghiệp

### Câu lạc bộ
Tính đến 29 tháng 1 năm 2023
| Câu lạc bộ        | Mùa giải       | Giải đấu       | Giải đấu | Giải đấu | Cúp quốc gia | Cúp quốc gia | Khác | Khác | Tổng cộng | Tổng cộng |
| Câu lạc bộ        | Mùa giải       | Hạng           | Trận     | Bàn      | Trận         | Bàn          | Trận | Bàn  | Trận      | Bàn       |
| ----------------- | -------------- | -------------- | -------- | -------- | ------------ | ------------ | ---- | ---- | --------- | --------- |
| Hà Nội B          | 2018           | V.League 2     | 15       | 1        | —            | —            | 1    | 0    | 16        | 1         |
| Hồng Tĩnh Hà Tĩnh | 2019           | V.League 2     | 18       | 2        | 2            | 0            | —    | —    | 20        | 2         |
| Hà Nội            | 2020           | V.League 1     | 18       | 4        | 3            | 0            | 1    | 0    | 22        | 4         |
| Hà Nội            | 2021           | V.League 1     | 9        | 0        | 0            | 0            | 1    | 1    | 10        | 1         |
| Hà Nội            | 2022           | V.League 1     | 21       | 2        | 5            | 1            | —    | —    | 26        | 3         |
| Hà Nội            | 2023           | V.League 1     | 20       | 1        | 1            | 0            | 1    | 0    | 22        | 1         |
| Hà Nội            | Tổng cộng      | Tổng cộng      | 68       | 7        | 9            | 1            | 3    | 1    | 80        | 9         |
| Công an Hà Nội    | 2023–24        | V.League 1     | 3        | 1        | 0            | 0            | 1    | 0    | 4         | 1         |
| Tổng sự nghiệp    | Tổng sự nghiệp | Tổng sự nghiệp | 104      | 11       | 11           | 1            | 5    | 1    | 120       | 14        |

1. ↑  Ra sân tại trận play-off V.League
2. 1 2 3 4  Ra sân tại Siêu Cúp Quốc gia

### Quốc tế
Tính đến ngày 24 tháng 1 năm 2024
| Đội tuyển quốc gia | Năm       | Trận | Bàn |
| ------------------ | --------- | ---- | --- |
| Việt Nam           | 2022      | 6    | 0   |
| Việt Nam           | 2023      | 9    | 0   |
| Việt Nam           | 2024      | 5    | 2   |
| Tổng cộng          | Tổng cộng | 20   | 2   |

### Bàn thắng quốc tế
U-23 Việt Nam
Bàn thắng của đội tuyển U-23 Việt Nam được ghi trước.
| #  | Ngày               | Địa điểm                                     | Đối thủ  | Bàn thắng | Kết quả | Giải đấu                     |
| -- | ------------------ | -------------------------------------------- | -------- | --------- | ------- | ---------------------------- |
| 1. | 8 tháng 6 năm 2022 | Sân vận động Lokomotiv, Tashkent, Uzbekistan | Malaysia | 2–0       | 2–0     | Cúp bóng đá U-23 châu Á 2022 |

### Việt Nam
Bàn thắng của đội tuyển Việt Nam được ghi trước.
| # | Ngày                | Địa điểm                                        | Đối thủ | Bàn thắng | Kết quả | Giải đấu           |
| - | ------------------- | ----------------------------------------------- | ------- | --------- | ------- | ------------------ |
| 1 | 24 tháng 1 năm 2024 | Sân vận động Jassim bin Hamad, Al Rayyan, Qatar | Iraq    | 1–0       | 2–3     | AFC Asian Cup 2023 |

## Danh hiệu
Hồng Lĩnh Hà Tĩnh
- V.League 2: 2019

Hà Nội
- V.League 1: 2022
- Cúp quốc gia: 2020, 2022
- Siêu cúp quốc gia: 2020, 2022

Công an Hà Nội
- Cúp Quốc gia: 2024–25
- Siêu cúp Quốc gia: 2025

U-23 Việt Nam
- Đại hội Thể thao Đông Nam Á: 2021
- Giải vô địch bóng đá U-23 Đông Nam Á: 2022

Việt Nam
- Giải vô địch bóng đá ASEAN: 2024

Cá nhân
- Cầu thủ trẻ xuất sắc nhất V-League 2020
- Cầu thủ trẻ xuất sắc nhất năm 2020 của VPF